# Packnadel

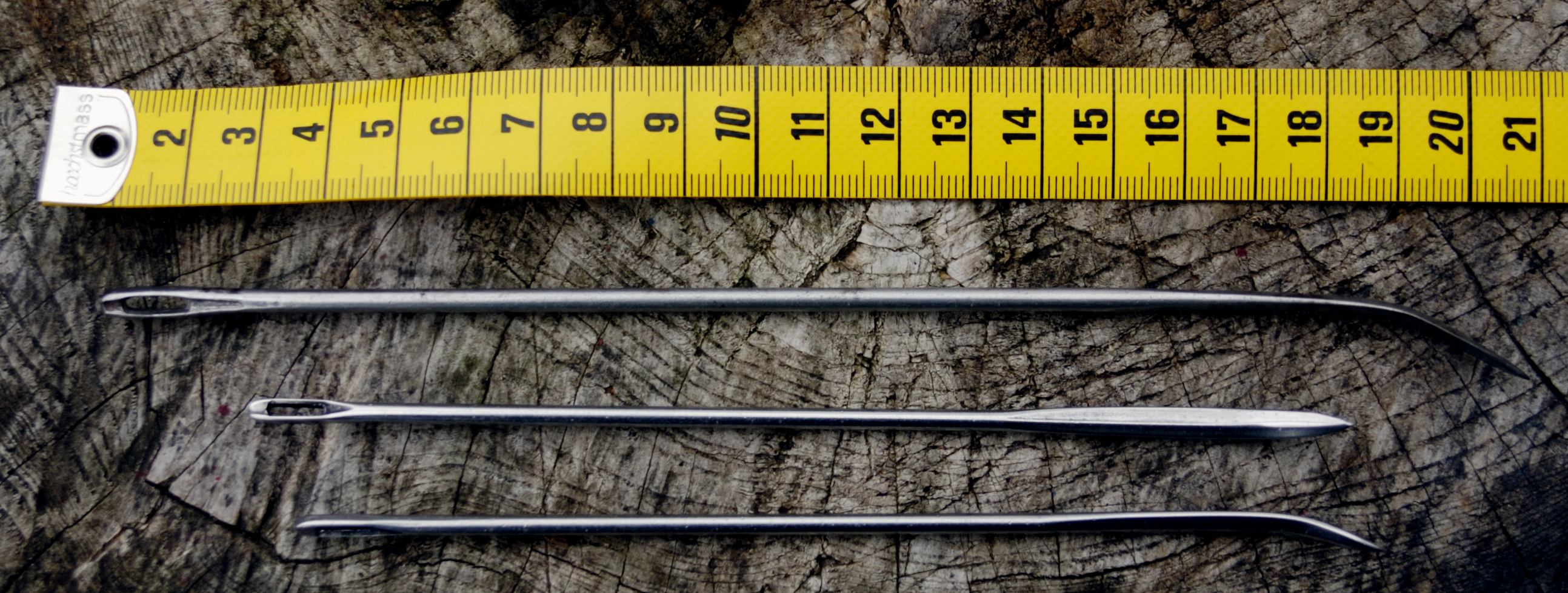
Packnadeln verschiedener Größe

Eine Packnadel ist eine Nadel zum Nähen mit grobem Garn aus Hanf oder Jute.
Packnadeln können eine Länge von 20 cm erreichen, sind sehr dick, haben ein großes Nadelöhr und eine abgeflachte, leicht gebogene Spitze, die eher stumpf ist, damit die Garne des zu vernähenden Gewebes nicht geschädigt werden. Haupteinsatzbereich ist das Vernähen und Schließen von Löchern in Säcken für unterschiedliche Waren (Kakao, Kaffee etc.) aus Jute, die durch Einstechen eines Probenstechers entstanden sind. Auch zum Verschließen der Säcke nach Befüllung findet die Packnadel Verwendung. Beim Herstellen von Packstücken, deren Umhüllung aus Gewebe (Jute, grobes Leinen) besteht, ist die Packnadel unverzichtbares Hilfsmittel. Die Kombination von ein oder zwei Packnadeln mit einem Arbeitsmesser in einer Scheide wird vom Stauer und Speicherarbeiter als „Besteck“ bezeichnet.
Auch von Polsterern wird die Packnadel verwendet, etwa beim Garnieren und Vernähen von Fassonleinen.